# Zwartkeelkanarie
De zwartkeelkanarie of geelstuit edelzanger (Crithagra atrogularis; synoniem: Serinus atrogularis) is een zangvogel uit de familie Fringillidae (vinkachtigen).

## Verspreiding en leefgebied
Deze soort telt 6 ondersoorten:
- C. a. somereni: van noordoostelijk Congo-Kinshasa, Oeganda en westelijk Kenia tot noordwestelijk Tanzania.
- C. a. lwenarum: van Gabon en Congo-Brazzaville tot zuidwestelijk Tanzania, centraal Zambia en centraal Angola.
- C. a. atrogularis: zuidoostelijk Botswana, Zimbabwe (behalve het westen) en noordelijk Zuid-Afrika.
- C. a. impiger: centraal Zuid-Afrika en Lesotho.
- C. a. semideserti: van zuidelijk Angola en noordoostelijk Namibië tot westelijk Zimbabwe.
- C. a. deserti: van zuidwestelijk Angola tot westelijk Zuid-Afrika.